# Guadalupe (isola)
L'isola di Guadalupe, o Isla Guadalupe, è un'isola vulcanica dell'Oceano Pacifico situata 241 chilometri al largo delle coste occidentali della penisola di Baja California, in Messico, e a 400 chilometri a sud-ovest della città di Ensenada, nello Stato di Baja California. Gli altri due gruppi insulari messicani nell'Oceano Pacifico non situati sulla piattaforma continentale sono le Isole Revillagigedo e Rocas Alijos.

## Amministrazione e popolazione
Il censimento del 2005 ha registrato una popolazione di soli 28 abitanti. Guadalupe fa parte della delegación di Ensenada, una delle 24 delegaciones o suddivisioni del comune omonimo. Il codice postale dell'isola è 22997.
Campo Oeste («Campo Ovest», detto anche Campo Tepeyác, con 15 edifici) è una piccola comunità di pescatori di abaloni e di aragoste situata sulla costa occidentale, per la precisione a nord di West Anchorage, una baia che dà protezione contro i forti venti e marosi che spazzano l'isola durante l'inverno. L'elettricità è garantita da alcuni generatori ed un vascello militare vi trasporta annualmente 20.000 litri di acqua dolce. Il numero dei pescatori varia negli anni a seconda della stagione di pesca. Per 10 mesi all'anno sono presenti anche le 30 famiglie della cooperativa di pesca «Abuloneros e Langosteros dell'isola di Guadalupe».
Oltre a questa stazione vi sono anche Campo Norte («Campo Nord», quattro edifici), Campo Lima (Campo Corrals) (un edificio) e Arroyitos (quattro edifici).
Una comunità abbandonata di pescatori, Campo Este («Campo Est»), è situata presso un'insenatura della costa orientale.
All'estremità meridionale, nell'insenatura di Melpómene, vi è una stazione meteorologica gestita dal Ministero Messicano della Marina. Il sito è noto come Campamento Sur («Accampamento Sud»).
Nel 1999, nella foresta di cipressi del nord, venne fondato il campo temporaneo di Campo Bosque. Il campo ospita membri della Cooperativa Agricola «Francisco Javier Maytorena, S.C. of R.L.», i quali catturano le capre dell'isola per poi inviarle nello Stato di Sonora, con il permesso del SEMARNAT e il supporto del Ministero della Marina.
Al centro dell'isola, presso una piccola pista d'atterraggio lunga 1200 m, sorge Campo Pista (altitudine: 592 m, direzione: 05/23).

## Geografia e geologia

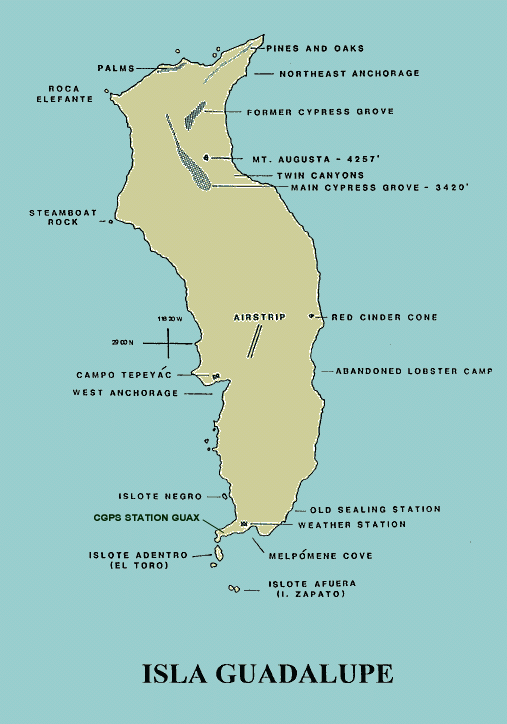
Mappa dell'isola.

Guadalupe è un'isola accidentata. È formata da due antichi vulcani a scudo sovrapposti, tra i quali il più giovane e più elevato è quello settentrionale. L'isola misura 35 km da nord a sud e 9,5 km da est a ovest e copre un'area totale di 243.988 km². Nel nord vi è una catena di alte vette vulcaniche che raggiunge un'altezza di 1298 metri (Monte Augusta). La sua più piccola controparte meridionale, invece, raggiunge solo i 975 m (El Picacho). La parte meridionale dell'isola è brulla, ma in quella settentrionale vi sono vallate fertili e alberi. La costa consiste generalmente in scogliere rocciose con scogli distaccati davanti ad esse. A 3 km di distanza dalla punta sud-occidentale dell'isola vi sono due elevate isolette, separate l'una dall'altra da una spaccatura detta Tuna Alley:
- Islote Afuera (Isoletta Esterna, detta anche Islote Zapato), 0,015 km², la più distante, si staglia sull'oceano con pendici quasi verticali;
- Islote Adentro (Isoletta Interna, detta anche El Toro), 0,393 km², nei cui pressi si trovano due isolette ancora più piccole:
  - Church Rock;
  - Roca del Skip.

Altrove vi sono altre isolette, ma sono piccolissime e distano meno di un chilometro dalla costa:
- Islote Negro, 0,088 km², a sud-ovest;
- Roca Hundida, 0,003 km², a sud-ovest;
- Islote Bernal, 0,011 km², a sud-ovest;
- un'isoletta senza nome, 0,005 km², 2 km a nord di Islote Bernal;
- un'altra isoletta senza nome, 0,002 km², 4 km a nord di Islote Bernal;
- Steamboat Rock, 0,003 km², a ovest;
- Roca Elefante, 0,001 km², a nord-ovest (la più occidentale).

### Clima
Sull'isola si distinguono due maggiori zone climatiche: un clima molto arido, semi-caldo, ad altitudini comprese tra gli 0 e gli 800 m, con temperatura annua di 18-22 °C, ed un clima temperato, molto arido, oltre gli 800 m, con temperature che nei mesi più caldi superano i 22 °C.
La maggior parte delle precipitazioni avvengono nei mesi invernali, sotto l'influsso dei venti nord-orientali e dei cicloni.

## Ecologia

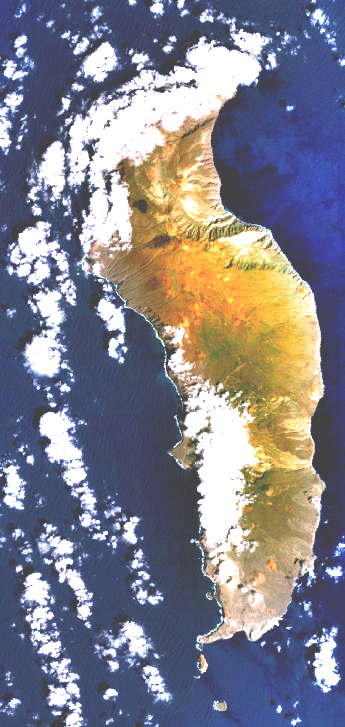
Immagine satellitare della NASA.

Su Guadalupe, come sulle Isole Channel della California, negli Stati Uniti, è presente l'ecoregione delle boscaglie e del chaparral californiano, ma l'isola è stata quasi completamente privata di tutte le piante alte più di pochi centimetri dalle 100.000 capre inselvatichite presenti un tempo sull'isola.
Trasportatevi per la prima volta agli inizi del XIX secolo dai balenieri e dai cacciatori di foche russi come provvista di cibo durante le loro soste, questi animali hanno quasi completamente eliminato la vegetazione; fortunatamente, il numero di queste capre è sceso attualmente a poche migliaia. L'impatto principale sull'ambiente da parte di questi animali si è avuto prima del loro collasso, tra il XIX e il XX secolo. Nel 1901 il naturalista A. W. Anthony scrisse:
«È solo a causa di queste capre che molte interessanti specie di piante presenti un tempo sull'isola sono ora scomparse; inoltre si è estinta almeno una specie di uccelli endemica e altre stanno facendo la stessa fine».
Dopo il disastro, la popolazione caprina è cresciuta di nuovo, questa volta più lentamente, fino a raggiungere in tempi moderni la capacità portante dell'ambiente di 10.000-20.000 esemplari. L'isola è divenuta protetta il 16 agosto 1928, ed è quindi una delle più antiche riserve del Messico. Lo sradicamento delle capre è stato dibattuto a lungo, ma difficoltà logistiche come le dimensioni dell'isola e la mancanza di siti per accogliere cacciatori e materiali lo hanno impedito. Comunque, a partire dal giugno 2005, dopo molti anni di false partenze, il governo ha quasi completato il raduno e l'espulsione della rimanente popolazione di capre, e Guadalupe è stata designata come riserva naturale della biosfera.
Delle specie di piante di alto fusto presenti sull'isola (palma di Guadalupe, cipresso di Guadalupe, quercia insulare e pino di Guadalupe) rimangono solo esemplari molto vecchi; anche il ginepro californiano è quasi scomparso.
La vita marina, invece, è molto ricca: l'isola è l'ultimo rifugio di due specie minacciate di pinnipedi, l'elefante marino settentrionale (Mirounga angustirostris) e l'otaria orsina di Guadalupe (Arctocephalus townsendi). Per questo motivo, nel 1975, Guadalupe è stata dichiarata santuario dei pinnipedi.